# メラニア・トランプ
メラニア・トランプ（Melania Trump, 出生名: メラニア・クナウス（スロベニア語: Melanija Knavs, 英語: Melania Knauss）、1970年4月26日 - ）は、ユーゴスラビア（現：スロベニア）のノヴォ・メスト出身の元モデル。アメリカ合衆国の著名な実業家であり、第45・47代アメリカ合衆国大統領のドナルド・トランプの3人目にして現在の妻（ファーストレディ）である。外国出身のファーストレディは、イギリス出身のルイーザ・アダムズ（第6代大統領夫人）に次ぐ史上2人目で190年ぶりである。身長5フィート11インチ（約180センチメートル）。

## 人物・来歴

### 生い立ち
1970年に当時のユーゴスラビア社会主義連邦共和国（現在のスロベニア）で生まれる。父親のビクトル・クナウスは当時スロベニアを支配していたスロベニア共産主義者同盟（共産党）の党員であり、その伝手で国営自動車企業で働いていた。母親のアマリヤ・クナウスは子供服メーカーで働いていた。当時は共産圏であったユーゴスラビアだが、メラニアの家は平均的な家庭より裕福であり、頻繁に海外旅行することもでき、他のアパートと比較して壁は鮮やかな色で飾られていた。また、父ビクトルは国家無神論の政策を支持する共産党員だったが、密かに娘たちにローマ・カトリックの洗礼を受けさせていた。
リュブリャナの高校に進学するためにセヴニツァを去った。
リュブリャナ大学を一年で中退後、モデルとして活動していた。1996年にユーゴスラビア内戦の影響（ただし、スロベニアは旧ユーゴでは比較的安定していた）で故郷を離れて渡米。

### アメリカ合衆国にて
2001年にはアメリカの永住権を取得し、2005年1月22日に90年代に知り合ったトランプと結婚した。結婚式にはトランプが過去10回献金してきたヒラリー・クリントンとビル・クリントンのクリントン夫妻が主賓で出席した。
2006年には息子のバロン・ウィリアム・トランプが生まれ、アメリカの国籍（市民権）を取得した。
2016年アメリカ合衆国大統領選挙に立候補した夫の応援演説にも立ち、この選挙で夫のドナルドが当選を果たし、ファーストレディの傍ら宝飾品や腕時計をデザインしている。
2017年10月、夫の先妻であるイヴァナ・トランプが「ファーストレディ」を自称したことに対して「著書の販促のための単に注目されたいだけの自分勝手な発言だ」と報道官を通じて猛反発した。大統領夫人と先妻が表立って対立したのはこれが初めてとされる。
2018年6月には夫の移民政策を批判しており、移民出身ゆえに政治的思想は夫に比べてリベラルとされる。8月9日、スロベニア生まれで永住権を得て米国で生活していた両親、母アマリヤと父ビクトルが、アメリカの国籍（市民権）を取得した。
2024年1月9日に、母アマリヤが死去した。

## 私生活

### 宗教

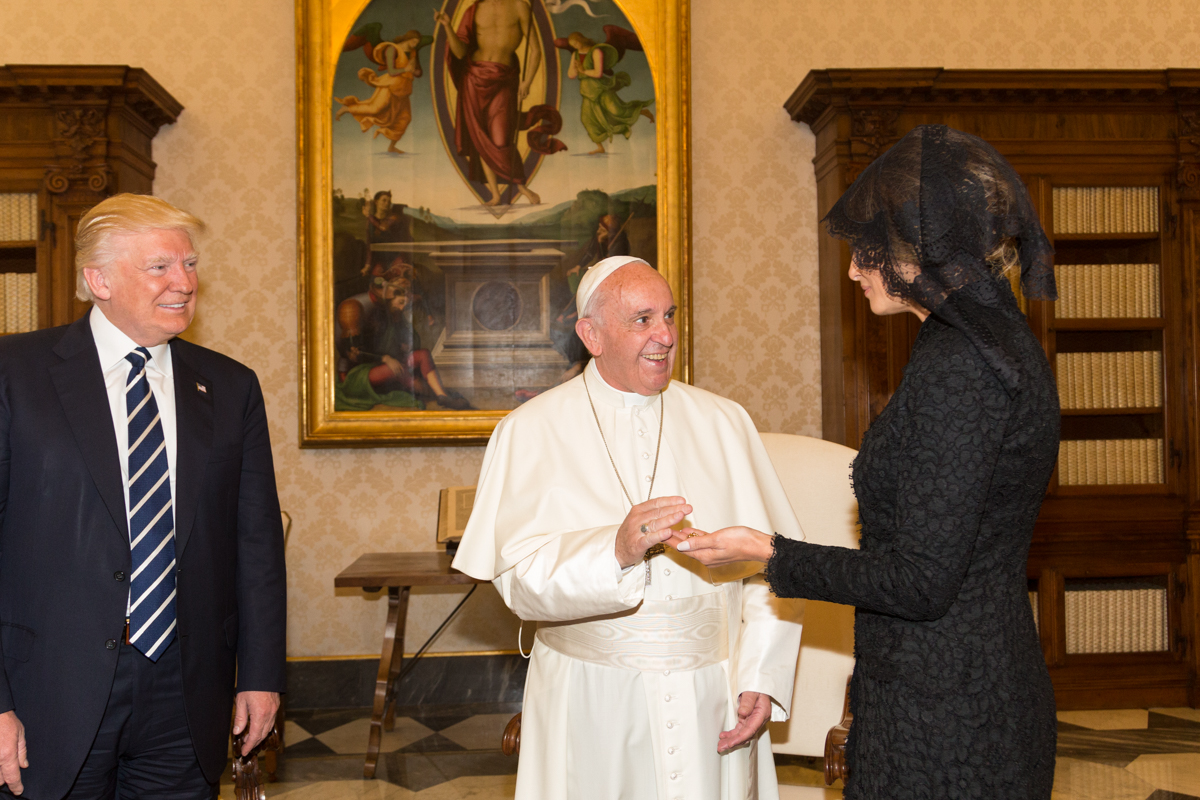
メラニアと教皇フランシスコ（2017年5月）

2017年5月、大統領とバチカンを訪問した際、カトリック教徒であることが判明した。彼女はジョン・F・ケネディ大統領とジャクリーン夫人以来、ファーストレディーとしては2人目のホワイトハウスに居住するカトリック教徒であった。

### 別人説
トランプ大統領在任中、メラニアは別の人間に置き換えられたという陰謀論が出回った。夫ドナルドは「フェイクニュース」としてこの説を否定している。